# Campionati europei di sci nautico - velocità 2016
I campionati europei di sci nautico per la specialità della velocità, tenutisi a Krems an der Donau in Austria tra il 6 e il 14 agosto 2016, sono stati la trentacinquesima edizione della manifestazione.
La gara maschile ha visto il belga Steven Van Gaeveren aggiudicarsi il secondo titolo, quella femminile ha visto l'austriaca Sabine Ortlieb aggiudicarsi il primo.

## Risultati

### Uomini F1
| Pos.    | Nome                | Nazione     | Totale  | Gara 1  | Gara 2  | Gara 3  | Gara 4  |
| ------- | ------------------- | ----------- | ------- | ------- | ------- | ------- | ------- |
| Oro     | Steven Van Gaeveren | Belgio      | 2994,66 | 994,66  | 0,00    | 1000,00 | 1000,00 |
| Argento | Roy de Weert        | Belgio      | 2974,96 | 1000,00 | 1000,00 | 974,96  | 915,71  |
| Bronzo  | Buby Bertels        | Belgio      | 2902,23 | 953,29  | 983,76  | 930,03  | 965,18  |
| 4       | Kurt Brooks         | Regno Unito | 1851,98 | 930,86  | 921,12  | 0,00    | 0,00    |
| 5       | Jack Lynch          | Regno Unito | 990,63  | 0,00    | 0,00    | 990,63  | 0,00    |

### Donne F1
| Pos.    | Nome                   | Nazione | Totale  | Gara 1  | Gara 2  | Gara 3  | Gara 4  |
| ------- | ---------------------- | ------- | ------- | ------- | ------- | ------- | ------- |
| Oro     | Sabine Ortlieb         | Austria | 2997,89 | 1000,00 | 997,89  | 0,00    | 1000,00 |
| Argento | Kathrin Ortlieb        | Austria | 2995,80 | 995,80  | 1000,00 | 1000,00 | 0,00    |
| Bronzo  | Katharina Haselsteiner | Austria | 2422,74 | 848,91  | 0,00    | 0,00    | 0,00    |